# Villavieja de Yeltes
Villavieja de Yeltes là một đô thị ở tỉnh Salamanca, Castile và León, Tây Ban Nha.
Đô thị này nằm ở phía tây Castile và León, cự ly khoảng 290 km so với Madrid, nằm ở độ cao 738 m trên mực nước biển. Ranh giới phía bắc và phía đông là sông Yeltes.